# 峇峇娘惹
峇峇娘惹，也稱土生華人或海峽華人，是指明朝貴族，商人移民和东南亚原住民通婚的混血后裔。峇峇娘惹也可以指受到当地非华人族群文化影响而使用当地语言和文化的华人。男性称为峇峇，女性称为娘惹。1960年代以前峇峇娘惹在马來亚是土著身份（Bumiputera），但由于某些政党政治因素而被马来西亚政府归类为华人，峇峇娘惹今天在马来西亚聯邦宪法上的身份和十九世纪后期来的新客无分别。

## 稱呼
峇峇（福建話「爸爸」；白話字：bā-bā）一詞源自波斯語對男性長者的敬稱，經印度斯坦語和馬來語傳入。娘惹（nō͘-niâ）一詞有人誤以爲是源自葡萄牙語對女性的敬稱，兩詞讀音完全不同，donha在馬來語和印尼語中是對外國女性的尊稱。娘惹是來自福建話裏的「娘嬭」(嬭，福建話lé，廣東話naai5)，峇峇娘惹就是福建話裏的爸爸媽媽，後來用於專指土生華人。
不同於馬來半島的峇峇娘惹，華人與纳闽、沙巴土著的混血族裔稱為华嘉族（Sino-Native），在吉蘭丹州的土生華人，被稱為福建暹（Hokkien Siam），登嘉樓州的土生華人，有時也被稱爲美娘和阿旺（Mek dan Awang）。另外在泰國，由於語言、文化、習俗有別，峇峇娘惹常被視爲馬來人的分支，稱為峇峇婭婭（Baba Yaya/บ่าบ๋า-ย่าหย๋า），而較不常被歸類為華人，主要差異包括：在泰國南部的華裔泰國人講中央泰語為主（集中在合艾和班敦），而峇峇娘惹講普吉話（南部泰語一種方言）；華裔泰國人無慶祝九皇爺誕之習俗；峇峇娘惹沒有漢姓。

## 概論
馬來半島這個社區的成員將自己稱為Baba Nyonya。娘惹（Nyonya）是指女性，峇峇（Baba）是指男性。這個人群分類特別適用於馬來亞英國海峽殖民地的漢族人口和荷蘭控制的爪哇島以及其他地方，這些人群已經部分或全部採用了馬來世界（Nusantara）的習俗，並部分被吸收到當地社群之中。許多人是新加坡的精英，對英國比對中國更忠誠。大多數人在馬六甲海峽生活了幾代人。他們通常是商人，是英國人和唐人，或唐人和馬來人之間的中間人，反之亦然。因為他們大多是受英國教育，因此，他們幾乎總是能夠說兩種或更多種語言。
這些峇峇人，主要是在明代郑和下西洋之后开始移民到东南亚，大部分的原籍是泉漳或广东潮州地区，小部分是广府和客家籍，很多都与當地人混血。雖然峇峇娘惹們不懂中文，但是他們卻秉承著中華文化的美德。 例如他們注重孝道，而且尊卑有序，對於身教與禮教更代代相傳。 因為他們認為沒了中文，自己應該更加的注重這些禮俗的傳承，所以他们的紅白喜事都是以中華傳統為主的。 服飾方面，年輕的娘惹會身穿可巴雅與紗籠做搭配、而較為年老的娘惹們會著較寬鬆的長衣。男士們大多會以襯衫與紗籠做搭配，但是到了比較正式的場合裡，他們才會穿上唐裝 。直到英國統治馬來半島時，峇峇們才開始穿上西裝而娘惹們才開始穿上洋裝。頭飾方面，娘惹們在未結婚之前會綁起兩個髮髻。直到她們結婚之後，她們就會把頭髮綁在一起，束成一個髮髻。前期的峇峇們是綁著辮子的，隨著清朝閉門鎖國的政策與英國統治下，漸漸的峇峇們不再綁辮子了。峇峇人的通用語稱為峇峇話，並非單純的福建話，在使用漢語語法的同时，也會參雜使用馬來語与其它方言。但是根據不同的區域，詞彙的使用也會不一樣。
有些受華文教育的华人也稱那些從小受英式教育的華人為“峇峇”，這個用法有藐視的意思，表示此華人已经数典忘祖或者不太像華人了。此外，當地的閩南人亦有句俚語叫作“三代成峇”，根據這句话的定義，所有在馬來亞出生的第三代華人也都成了峇峇，但這句话沒有藐視的成份，只是意味到了第三代的華人，由於適應當地的社會環境與文化的緣故，其文化難免帶有當地色彩，而不是具有峇峇的身分。
此外，“峇峇”亦特指一個自稱並被稱为“峇峇”的早期華人移民族群，也就是今日在馬六甲以及馬來亞獨立前在檳城和新加坡的峇峇，峇峇華人講馬來語，他們也自稱「Peranakan」或者「僑生」——馬來語中“土生的人”，故“Cina Peranakan”即土生華人，這一詞本用來識別“峇峇人”與“新客”——也就是清末民初以来從清朝來的華人。
在19世紀的馬來半島，這樣的分別很明顯也很重要，“峇峇”是土生的，而“新客”是移民的，兩者的生活習慣和政治意識不太一樣。虽然現在的馬來亞華人大都是本地出生的，可是Peranakan一詞已成為“峇峇人”的专用自稱。
在今天的马来亚，由於政策的因素，一位马来亚华人男子如娶一位马来女子为妻，他自己也要皈依伊斯蘭教，他们的子女也不是峇峇娘惹，而是馬來人。峇峇娘惹可谓当世产生的特殊族群。

## 中古時期
由於海上絲路和後來鄭和下西洋的關係，位於華南尤其是閩南一帶的人經常通過南海航行通過馬六甲海峽，不少口操閩南語的人因此來到了馬來半島，而當地原住民見到華南來的閩南人時總是聽到男性被稱呼為「阿爸（a-pa）」，女性卻被稱呼「阿娘（a-niâ）」，久而久之原住民便把這些人的男性稱做「峇峇（baba）」，而女性便稱之為「娘惹（nyonya）」。

## 英國殖民时代
由于英国殖民统治马来亚，故当年大多数土生华人接受英语教育，懂得三种语言能够同时接触華人、马来人和英国人，也因为他们懂得三种语言的缘故，在英政府统治期间有大部分土生华人从事国家行政和公务员职位。由于长期和英国人交往，有很多土生华人皈依基督教。渐渐地土生华人也就成为了海峡殖民地（槟城、马六甲和新加坡）有影响力的一个团体，并也被称为“King's Chinese ”（屬於国王的华人），同时也效忠英女王。 由于土生华人“土生土长”的身份又受到英政府的重用，生活基本上已经属于富裕，故把后期到来的华人和华工区分为新客。

## 文化認同
一般具有較強烈華夷秩序的人士经常批評峇峇娘惹「数典忘祖」，虽然馬來西亞華人公會的創始人陳禎祿本身是诞生于马六甲的土生峇峇华人。
陳禎祿逝世后，他的墓碑上刻着“民国四十九/庚子年十月二十五日仙逝”。当时距离英国承认中华人民共和国和中华民国迁台已经十年之久，加上马来亚联合邦已于1957年独立，马来西亚华人普遍上为了避免其他种族质疑效忠程度已采用西元纪年。陈氏家族采用民国纪年为正朔，也證實峇峇在某種程度上仍然具有華夷秩序。 
马六甲三保山墓地达二十五公顷，有一万两千个坟墓，许多墓碑就是明、清、民国三代遗存的。其中一块墓碑可能以明朝为正朔刻了“皇明显考维弘黄公妣寿姐谢氏墓。壬戌年仲冬谷旦、孝男黄子、辰同立”，这一墓碑受不少学者在马六甲研究上引用。对于中國籍先祖留下来的礼仪，马六甲峇峇娘惹社群虽不懂涵义却保留下来，让三保山成为中華風格濃厚的地方。

## 影視作品
- 新加坡新傳媒電視劇：《小娘惹》
《小娘惹之翡翠山》
- 马来西亚八度空间電視劇：《娘惹相思格》
- 中国電視劇：《小娘惹》

## 名人
- 陳篤生，管治新加坡的甲必丹。
- 辜鸿铭，槟城出生的海峡华人，曾经留学英国、德国和法国。
- 陈祯禄，馬來西亞華人公會（马华公会）的創始人。[13]
- 陳修信，马来西亚财政部长、马华公会总会长。
- 陳團英，槟城写作家。
- 紀明發，印尼前男子羽毛球運動員。
- 方展發，新加坡影視男演員。
- 徐顺全，新加坡民主黨秘書長。[14]

### 書籍
- 劉文榮：《馬來西亞華人經濟地位之演變》，海外華人經濟叢書第五種. 臺北：世華經濟出版社.
- Victor Purcell. Orang-orang Cina di Tanah Melayu  （页面存档备份，存于）, m.s. 66, 1997. Penterjemah: Nik Hasnaa Nik Mahmood, Penerbit Universiti Teknologi Malaysia. ISBN 978-983-52-0095-3.